# Епархия Данди
Епархия Данди (лат. Dioecesis Dundeensis) — епархия Римско-Католической церкви с центром в городе Данди, ЮАР. Епархия Данди входит в митрополию Дурбана. Кафедральным собором епархии Данди является церковь святого Франциска Ассизского.

## История
23 июня 1958 года Римский папа Пий XII выпустил буллу «In similitudinem», которым учредил миссию апостольскую префектуру Вольксруста, выделив её из епархий Бремерсдорпа (сегодня — Епархия Манзини), Лиденбурга (сегодня — Епархия Витбанка) и архиепархии Дурбана.
19 ноября 1982 года Римский папа Иоанн XXIII издал буллу «Quandoquidem Ecclesia», которой преобразовал апостольскую префектуру Вольксруста в епархию Данди.

## Ординарии епархии
- епископ Christopher Ulyatt O.F.M.[1] (1958—1969);
- епископ Marius Joseph Banks O.F.M. (15.04.1969 — 1983);
- епископ Michael Vincent Paschal Rowland O.F.M. (17.03.1983 — 30.09.2005);
- епископ Thomas Graham Rose (13.06.2008 — по настоящее время).

## Источник
- Annuario Pontificio, Libreria Editrice Vaticana, Città del Vaticano, 2003, ISBN 88-209-7422-3
- Булла In similitudinem, AAS 51 (1959), стр. 214  (лат.)
- Булла Quandoquidem Ecclesia, AAS 75 (1983) I, стр. 800  (лат.)